# Kamienisko (województwo podkarpackie)
Kamienisko – dawna osada w Polsce, w województwie podkarpackim, w powiecie lubaczowskim, w gminie Wielkie Oczy. 
W latach 1975–1998 osada należała administracyjnie do województwa przemyskiego.